# Ingeborg Holm
Ingeborg Holm, conosciuto anche come Il calvario di una madre, è un film muto del 1913 diretto da Victor Sjöström, basato su testo teatrale di Nils Krok del 1906.
È rinomato come il primo film narrativo, la sua rimarcabile continuità narrativa rientra nello stile classico hollywoodiano, che quasi monopolizzò il cinema di quel periodo. Il film causò un lungo dibattito in Svezia riguardo alla sicurezza sociale, che portò a un cambiamento delle leggi allora vigenti riguardo agli ospizi per poveri. Si dice sia basato su una storia vera.
Con il suo primo film importante Sjöström dimostra di saper utilizzare con lungimiranza la profondità di campo con effetti drammatici giustapponendo le azioni che si svolgono sullo sfondo con quelle che avvengono in primo piano.

## Trama
Il padre di famiglia Sven si ammala di tubercolosi e muore, lasciando alla moglie Ingeborg una drogheria da gestire e i tre figli da crescere. Oberata dai debiti e ammalata di ulcera gastrica, la vita di Ingeborg cade in disgrazia. È costretta a vendere la casa, il negozio ormai in fallimento e a trasferirsi in una workhouse assieme ai figli. Tuttavia ben presto, vengono affidati a delle famiglie più abbienti che possono sostenerli economicamente.
Per caso, leggendo una lettera scritta da una delle madri affidatarie, Ingeborg scopre che la figlia Valborg è gravemente malata e necessita un'operazione chirurgica. Ingeborg fugge via dalla workhouse per raggiungere la figlia malata. I genitori affidatari la accolgono e la nascondono dalla polizia, che però riesce comunque a rintracciarla e riportarla nella struttura.
Ingeborg infine ha occasione di vedere i figli durante una visita autorizzata, ma uno dei suoi bambini non la riconosce e rifiuta il suo abbraccio. Scossa dall'avvenimento fa di un fantoccio di stoffa da lei realizzato il sostituto del figlio.
Quindici anni dopo, il figlio, ormai adulto, decide di ricongiungersi la madre naturale. All'inizio lei non lo riconosce, ma poi ritrova la sanità mentale e lo abbraccia.